# 维克托·马纳科夫
维克托·维克托罗维奇·马纳科夫（俄语：Виктор Викторович Манаков，羅馬化：Viktor Viktorovich Manakov，1960年7月28日—2019年5月12日），俄罗斯自行车手。他在1980年夏季奥运会上获得了男子团体追逐赛金牌。在1983年夏季大运会上，他获得了男子计分赛金牌，个人追逐赛银牌。